# Zea Dorsa
Gli Zea Dorsa sono una struttura geologica della superficie di Marte.